# Saint-Barthélemy, Isère
Saint-Barthélemy là một xã của tỉnh Isère, thuộc vùng Rhône-Alpes, đông nam nước Pháp.